# Louejoki (vattendrag, lat 67,71, long 27,17)
Louejoki är ett vattendrag i Finland.   Det ligger i landskapet Lappland, i den norra delen av landet, 800 km norr om huvudstaden Helsingfors.